# Waihou (fleuve)

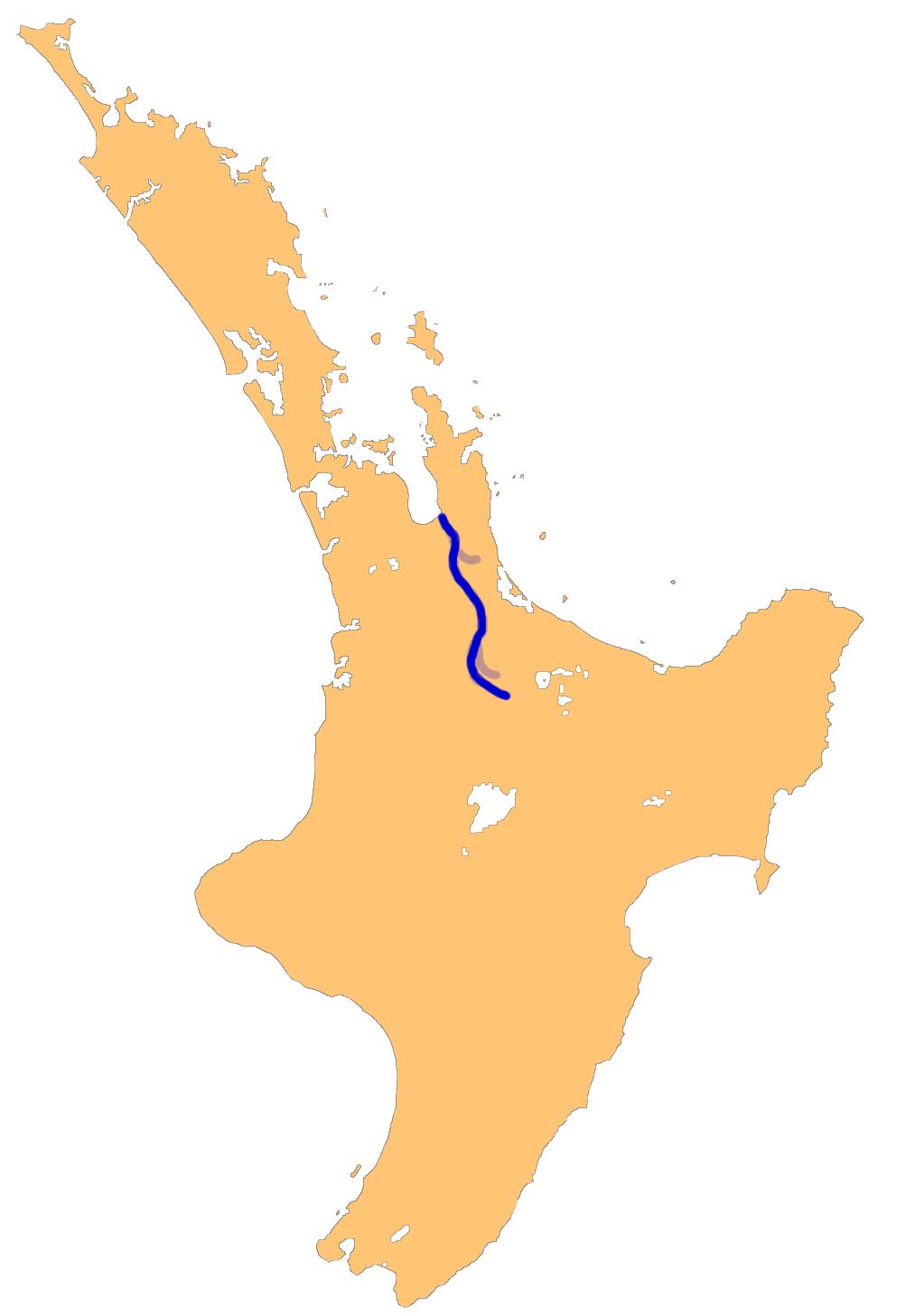
Le réseau de la Rivière Waihou

Le fleuve Waihou  (en anglais : Waihou River) est un cours d’eau localisé dans le nord de l’Île du Nord de la Nouvelle-Zélande. Son ancien nom était rivière Thames , qui lui fut attribué par le Capitaine James Cook.

## Géographie
Le fleuve  s’écoule vers le nord sur 150 km à partir de la chaîne de Mamaku (en), traversant les villes de  Putaruru, de Te Aroha, et de Paeroa, avant d’atteindre la baie de la firth of Thames à l’extrémité Sud du golfe de Hauraki, près de la ville de Thames. Dans sa partie inférieure, le fleuve ainsi que le fleuve Piako, situé  à proximité, forment une large plaine alluviale nommée  plaine d’Hauraki (en). Juste avant que le fleuve n’atteigne l’océan, la State Highway 25 (en) franchit la rivière sur le pont de Kopu (en),qui est le plus long pont à simple voie du pays avec 463 m de long et le seul pont tournant restant sur une route nationale de Nouvelle-Zélande. Le pont était fameux pour les longues queues de véhicules, qui le traversaient vers et revenant de la péninsule de Coromandel jusqu’à ce qu’un nouveau pont à deux voies soit ouvert en Décembre 2011. Les affluents du fleuve comprennent le Waimakariri Stream, le Waiomou Stream, l’Oraka Stream et la rivière Ohinemuri.
En 1879, les chutes d’Awotonga furent détruites par 200 livres de dynamite pour libérer la navigation du fleuve pour le transport par bateau. Il y eut une colonne d’eau de 150 m de haut. D’autres parties du fleuve avaient été dégagées de la même manière dans les années précédentes.

## Loisirs
L’eau du fleuve Waihou claire comme le cristal fournit un lieu idéal pour la pèche. La  rivière comporte une importante population de  truites arc en ciel et de truites brunes. Un audit conduit en 2009 montrait que la partie supérieure de la rivière comportait environ 700 poissons au kilomètre.

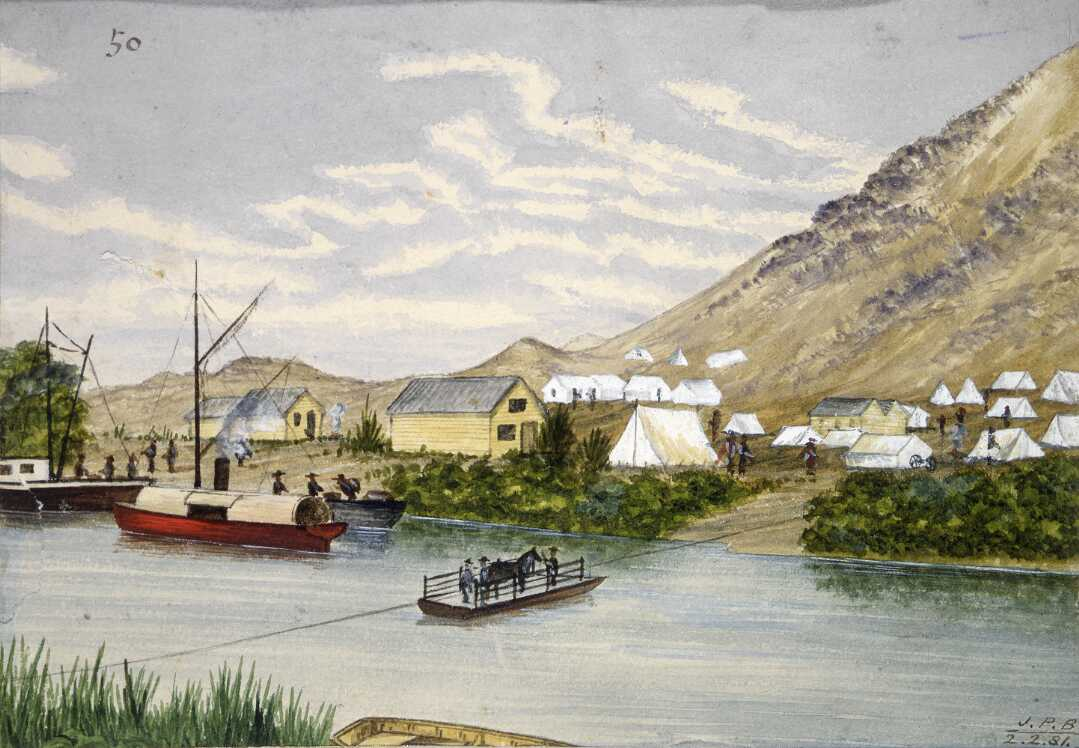
Une peinture du fleuve Waihou, ayant pour titre Dibsell's Landing par John Philemon Backhouse

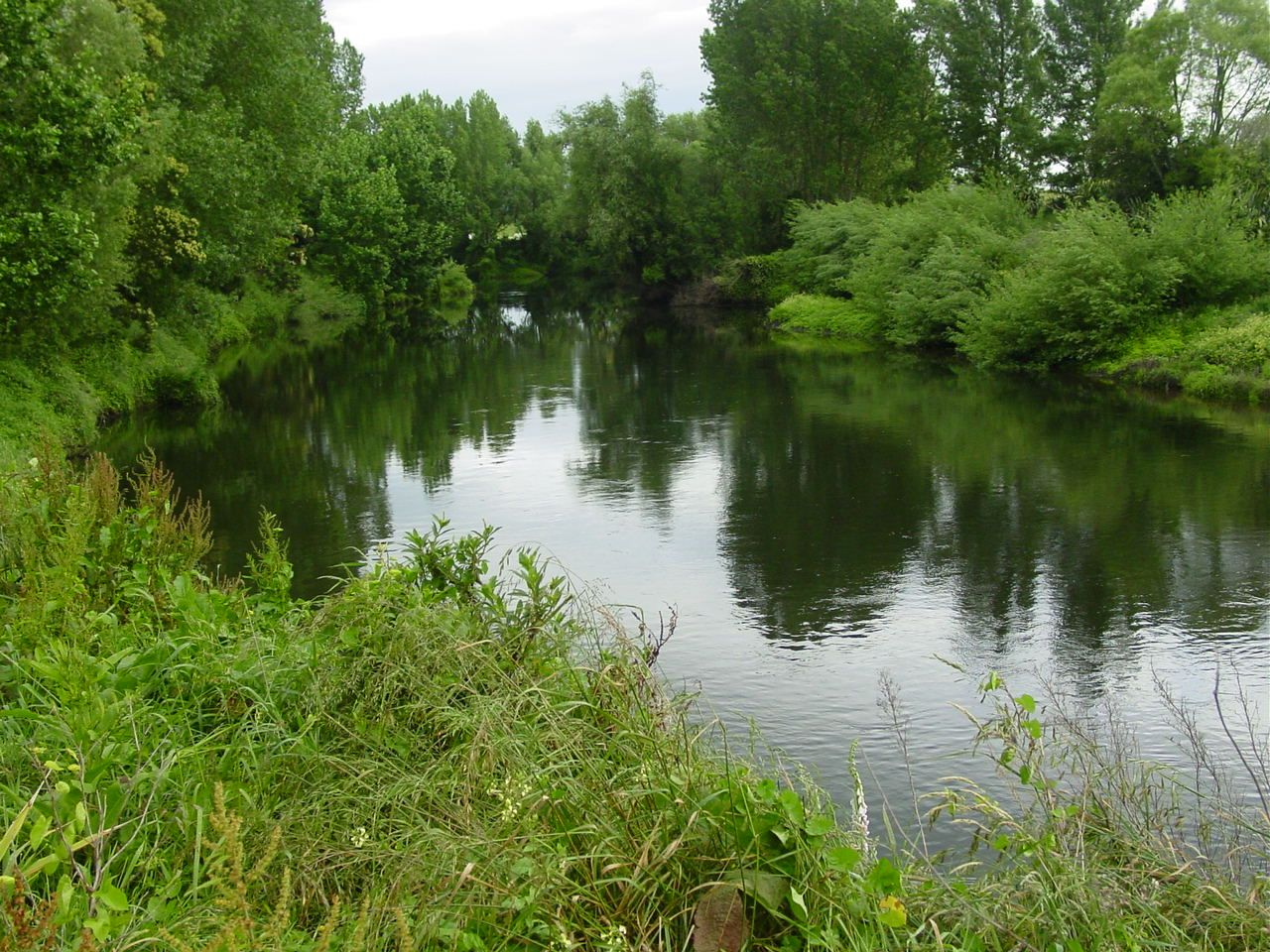
Le fleuve Waihou

## Liens Externes
- 1:50,000 map of source of Waihou River
- South Waikato District Council: Te Waihou Walkway to Blue Spring - with link to youtube video

- New Zealand Gazetteer